# 阿蘭·羅奇
阿蘭·羅奇（1967年10月14日—）是一名法國前職業足球運動員，司職後衛。羅奇在巴黎聖日耳門度過大部份的球員生涯，在那裡他贏得歐洲盃賽冠軍盃。1988年11月19日，他獲得他的第一次國家隊出場機會，代表法國國家隊以3-2敗於南斯拉夫。
他曾效力於波爾多、馬賽、歐塞爾、巴黎聖日耳門和華倫西亞。在效力巴黎聖日耳門期間，羅奇在1993年法國盃決賽和1995年法國聯賽盃決賽中勝出並取得入球。

## 榮譽
波爾多
- 法甲：1986–87[6]

- 法國盃：1985–86、1986–87[6]

馬賽
- 法甲：1989–90[6]

巴黎聖日耳門
- 法甲：1993–94[6]
- 法國盃：1992–93、1994–95、1997–98[6]
- 法國聯賽盃：1994–95、1997–98[6]
- 歐洲盃賽冠軍盃: 1995–96[6]

華倫西亞
- 西班牙國王盃: 1998–99[6]
- 圖圖盃: 1998[7]

法國U21
- U21歐洲國家盃: 1988（英语：1988 UEFA European Under-21 Championship）

## 外部鏈接
- ALAIN ROCHE （页面存档备份，存于）於法國足球總會（法語）
- 法国足球协会上的 阿蘭·羅奇 （法文） 存档于webarchive.org.